# Dismorphia theucharila
Espèce
Dismorphia theucharila est une espèce d'insectes lépidoptères (papillons) de la famille des Pieridae, de la sous-famille des Dismorphiinae et du genre Dismorphia.

## Systématique
Dismorphia theucharila a été décrit par Edward Doubleday en 1848 sous le nom de Leptalis theucharila.

## Liste des sous-espèces
Selon BioLib (30 décembre 2020) :
- Dismorphia theucharila theucharila
- Dismorphia theucharila argochloe (Bates, 1861) ; en Bolivie et au Brésil
- Dismorphia theucharila avonia (Hewitson, 1867) ; en Équateur et en Colombie
- Dismorphia theucharila fortunata (Lucas, 1854) ; au Mexique et au Panama
- Dismorphia theucharila leuconoe (Bates, 1861) ; en Colombie, en Équateur et au Brésil
- Dismorphia theucharila lysinoe (Hewitson, [1853]) ; au Brésil
- Dismorphia theucharila lysinoides Staudinger, 1884 ; en Colombie
- Dismorphia theucharila siloe (Hewitson, [1858]) ; en Colombie
- Dismorphia theucharila theonoe (Hewitson, [1853]) ; en Équateur et au Brésil
- Dismorphia theucharila vitrea Krüger, 1925 ; au Surinam et en Guyane
- Dismorphia theucharila xanthone Röber, 1924 ; en Colombie[1].

### Noms vernaculaires
Dismorphia theucharila se nomme Clearwinged Mimic White en anglais.

## Description
Dismorphia theucharila est un papillon blanc et marron avec un dimorphisme sexuel et des différences entre les sous-espèces. Les ailes antérieures sont blanches avec l'apex marron et une bordure marron très large chez certaines sous-espèce et ne laissant qu'une bande blanche ou quelques taches blanches. Les ailes postérieures sont blanches plus ou moins largement bordées de marron  qui chez Dismorphia theucharila lysinoides est doublé d'une bande submarginale orange.
Le revers est nacré.

## Écologie et distribution
Il est présent au Mexique, au Panama, et dans le Nord de l'Amérique du Sud (au Surinam, en Guyane, en Colombie, en Bolivie, en Équateur, au Venezuela et au Brésil).

### Biotope
Il réside en lisière de forêt.

### Protection
Pas de statut de protection particulier.